# Pseudoprosopis sericea
Pseudoprosopis sericea là một loài thực vật có hoa trong họ Đậu. Loài này được (Hutch. & Dalziel) Brenan miêu tả khoa học đầu tiên.